# 17 avril 2001
Le mardi 17 avril 2001 est le 107e jour de l'année 2001.

## Naissances
- Georgi Tunjov, joueur de football estonien
- Shin Ryu-jin, chanteuse sud-coréenne, membre d'Itzy
- Violette Dorange, skipper française

## Décès
- Danica Seleskovitch (née le 6 décembre 1921), interprète de conférence, directeur de l'École supérieure d'interprètes et de traducteurs
- Michel Dupuy (né le 21 décembre 1918), homme politique français
- Prudence Halliwell (née le 25 octobre 1971), personnage de Charmed

## Événements
- Découverte de (124104) Balcony
- Découverte de (26745) 2001 HV45
- Découverte de (39299) 2001 HF5
- Découverte de (51570) Phendricksen
- Publication de Amie ou ennemie
- Début de championnat d'Arménie de football 2001
- Création de Homer Glen
- Publication de Pour toujours
- Publication de What It Feels Like for a Girl